# Johannes van Meurs
Johannes van Meurs (en latin: Ioannes Meursius), né le 9 février 1579 à Loosduinen près de La Haye et mort le 20 septembre 1639 à Sorø, est un érudit hollandais qui fut philologue classique, lexicographe et historien d'expression latine. Son fils homonyme (1613-1653 ou 1654) était également philologue.

## Biographie
Il fait ses études à La Haye.
Il est extrêmement précoce et son commentaire en 1593 sur la Cassandre de Lycophron le signale, alors qu'il n'a que seize ans, à l'attention de Johan van Oldenbarnevelt, grand-pensionnaire des États de Hollande, qui lui confie l'éducation de ses fils.
Après quelques voyages d'études, notamment en France, il devient professeur d'histoire et de grec à l'université de Leyde en 1610, s'occupant de l'histoire des États généraux des Provinces-Unies. Il publie la première version imprimée du Liber de administrando Imperio en 1611, texte politique byzantin du Xe siècle.
Il est nommé historiographe royal de Christian IV de Danemark en 1625. Il est en même temps professeur d'histoire à l'Academia Sorana de Sorø. Il y publie une histoire du Danemark (Historia Danica) en 1630-1638. Il étudie les textes grecs dont il publie des éditions, ainsi que des traités d'archéologie et d'histoire.

## Œuvres
- Ioannis Meursii Rerum Belgicarum libri quator. In quibus Ferdinandi Albani sexennium, belli Belgici principium. Additur quintus, seorsim antea excusus, in quo indiciarum historiae; & ejusdem belli finis, 1612-1614 (Leyde) ;
- Hesychii milesii Viri illustris. Opuscula, partim hactenus non edita. Iohannes Meursius graece ac latine simul primus vulgavit, cum nutis, His Adiecta, Bessarionis Epistola grecobarbara, 1613 (Leyde) ;
- Ioannis Meursii glossarium graeco-barbarum. In quo vocabula quinque millia quadrigenta, officia atque dignitates imperii Constantino, tam in palatio, quam Ecclesia aut militia, explicantur & illustrantur, 1614 (Leyde) ;
- Lectiones atticae, 1617 (Leyde) ;
- Joannis Meursius Orchestra, sive de saltationibus veterum. Liber singularis [Orchestre de Johannes Meursius, ou sur les danses des anciens, livre unique], Godefried Basson, 1618 (Leyde) – qui comporte la définition de plus de 190 danses de la Grèce antique ;
- Ioannis Meursii Panathenaea. Sive, de Minervae illo gemino festo. Liber singularis, 1619 (Leyde) ;
- Ioannis Meursii Eleusinia. Sive, de cereris Euleusinae sacro, ac festo. Liber singularis, 1619 (Leyde) ;
- Historiarum mirabilium auctores Graeci. Ioannes Meursius recensuit & partim notas adjecit, 1622 (Leyde) ;
- Ioannis Meursii Athenae atticae. Sive, de praecipuis Athenarum antiquitatibus. Libri 3, 1624 (Leyde) ;
- Ioannis Meursii Athenae Batavae. Sive, de urbe Leidensi & Academia, virisque claris; qui utramque ingenio suo, atque scriptis, illustrarunt Libri duo, 1625 (Leyde) ;
- Historia Danica 1630-1638 (Copenhague) ;
- Historica; danica pariter & belgica; uno tomo comprehensa: quorum seriem pagina post praefationem ad lectorem indicabit. Operum omnium, 1638 (Amsterdam) ;
- Joannis Meursii Theseus. Sive, de ejus vita rebusque gestis liber postumus. Accedunt ejusdem Parapolimena de pagis Atticis, et Excerpta ex V. CL. Jacobi Sponii itinerario de iisdem pagis, 1684 (Utrecht).